# Баотоу
Баото́у (кит. трад. 包頭, упр. 包头, пиньинь Bāotóu, монг.  Buɣutu, мон.кир. Бугат хот — «с оленями») — городской округ в автономном районе Внутренняя Монголия (КНР).

## География
Расположен на берегу Хуанхэ на высоте 1050—1100 м над уровнем моря, к югу от границы с Монголией.

### Климат
Климат — резко континентальный, от −10°С — −12 °C зимой, до +20 — +22 °C летом. Среднегодовая температура — около +6,5 °C. Осадков выпадает около 300 мм в год.
В округе нередко случаются песчаные бури.

## История
В 1809 году в этих местах появился посёлок Баотоу. В 1870-х годах он был обнесён стеной с пятью воротами.
В 1923 году этих мест достигла Бэйпин-Суйюаньская железная дорога, что дало толчок к их развитию. В 1926 году был образован уезд Баотоу (包头县) провинции Суйюань. В 1932 году был образован город Баотоу, городские и уездные управленческие структуры существовали параллельно.
В 1937 году началась японо-китайская война, и Баотоу был занят японскими войсками. В 1937 году он получил статус «особого города» (包头特别市), однако в 1938 году вновь стал обычным городом.
По окончании войны, когда здесь была восстановлена китайская администрация, были вновь созданы параллельные органы управления городом и уездом. В ходе гражданской войны в результате революции 19 сентября 1949 года Баотоу перешёл на сторону коммунистов. В 1950 году были образованы народное правительство города Баотоу и народное правительство уезда Баотоу. В 1953 году структуры уезда были расформированы. В 1954 году была расформирована провинция Суйюань, а Баотоу был передан в состав автономного района Внутренняя Монголия.
В 1958 году из состава аймака Уланчаб под юрисдикцию Баотоу перешёл посёлок Баян-Обо, преобразованный в Горнодобывающий район Баян-Обо.
В марте 1960 года хошун Урад-Цяньци был переведён из аймака Баян-Нур в состав городского округа Баотоу, однако в ноябре 1963 года вернулся в аймак Баян-Нур.
В 1963 году уезд Гуян был передан из-под юрисдикции Баотоу в аймак Уланчаб, однако в 1971 году возвращён под юрисдикцию Баотоу.
В 1969 году хошун Тумэд аймака Уланчаб был разделён на два хошуна: Тумэд-Юци и Тумэд-Цзоци, в 1970 году Тумэд-Юци перешёл под юрисдикцию Баотоу.
В 1996 году из состава аймака Уланчаб в подчинение Баотоу был переведён Объединённый хошун Дархан-Муминган. 3 мая 1996 года в районе Баотоу произошло землетрясение, в результате которого 26 человек погибли, 453 получили ранения и около 200 тыс. остались без крова.

## Население
Население на 2001 год составляло 1 671 181 человек, из них ханьцы — 94%, монголы — около 3 %, хуэй — 1,6 %, маньчжуры — около 1 %. К ноябрю 2010 года население округа составило 2 650 364 человек.

## Административно-территориальное деление
Городской округ Баотоу делится на 6 районов, 1 уезд, 2 хошуна:
| Карта             | #                                  | Тип                                | Название           | Иероглифы                     | Пиньинь | Население (2010, прим.) | Площадь (км²) | Плотность населения (/км²) |
| ----------------- | ---------------------------------- | ---------------------------------- | ------------------ | ----------------------------- | ------- | ----------------------- | ------------- | -------------------------- |
|                   |                                    |                                    |                    |                               |         |                         |               |                            |
| 1                 | Район                              | Хундлун                            | 昆都仑区           | Kūndūlún qū                   | 726 838 | 301                     | 6108          |                            |
| 2                 | Район                              | Дунхэ                              | 东河区             | Dōnghé qū                     | 512 045 | 85                      | 6024          |                            |
| 3                 | Район                              | Циншань                            | 青山区             | Qīngshān qū                   | 481 216 | 67                      | 7182          |                            |
| 4                 | Район                              | Шигуай                             | 石拐区             | Shíguǎi qū                    | 35 805  | 619                     | 57,8          |                            |
| 5                 | Горнодобывающий район Баян-Обо     | Горнодобывающий район Баян-Обо     | 白云鄂博矿区       | Báiyún Èbó kuàngqū            | 26 050  | 303                     | 86            |                            |
| 6                 | Район                              | Цзююань                            | 九原区             | Jiǔyuán qū                    | 195 831 | 1776                    | 110,3         |                            |
| Отдалённые районы |                                    |                                    |                    |                               |         |                         |               |                            |
| 8                 | Уезд                               | Гуян                               | 固阳县             | Gùyáng xiàn                   | 175 574 | 5021                    | 35            |                            |
| 9                 | Хошун                              | Тумэд-Юци                          | 土默特右旗         | Tǔmòtè Yòu qí                 | 276 453 | 2368                    | 116,7         |                            |
| 10                | Объединённый хошун Дархан-Муминган | Объединённый хошун Дархан-Муминган | 达尔罕茂明安联合旗 | Dá'ěrhǎn Màomíng'ān liánhé qí | 101 486 | 17410                   | 5,8           |                            |

## Экономика

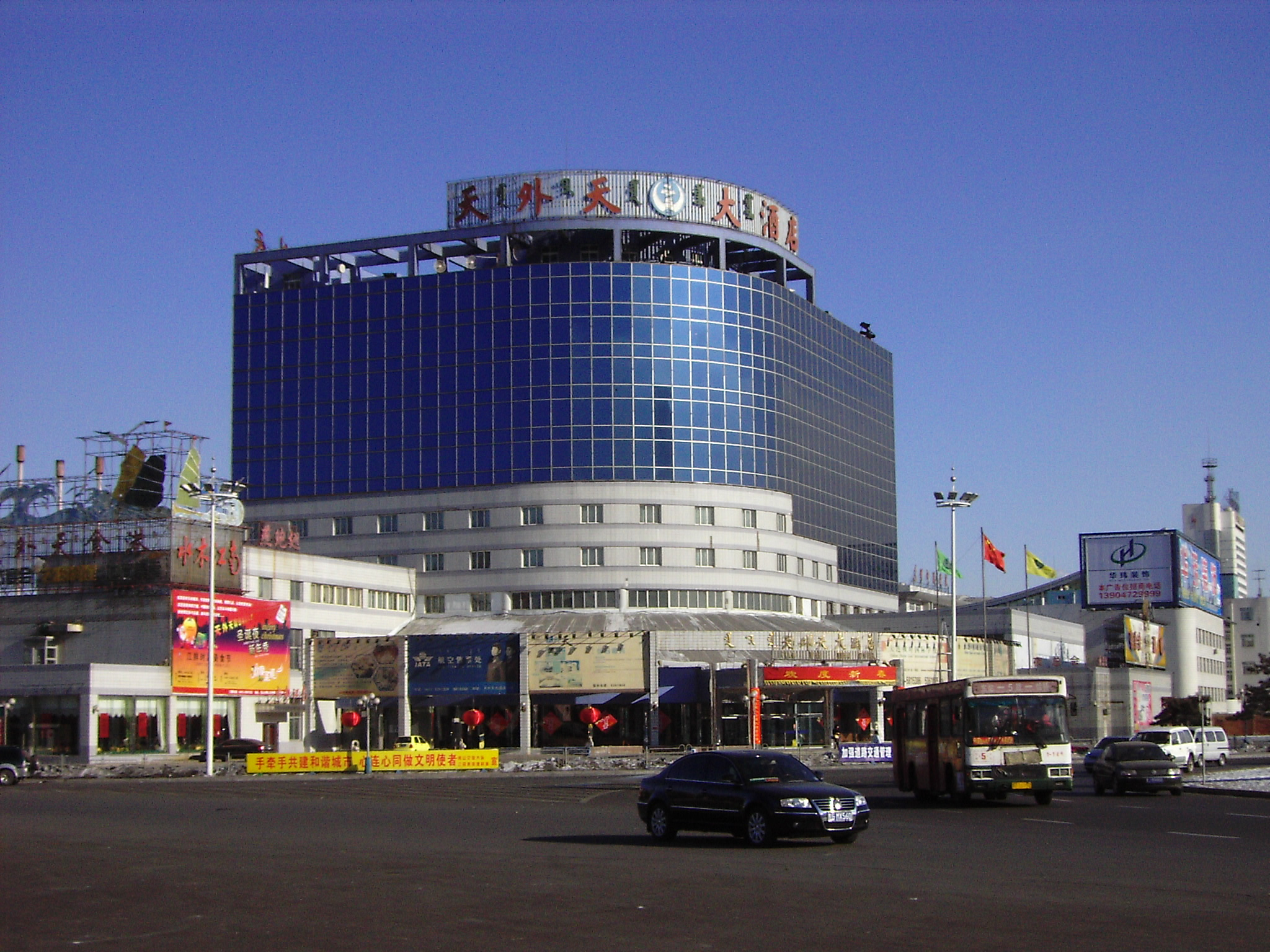
Отель в районе Циншань

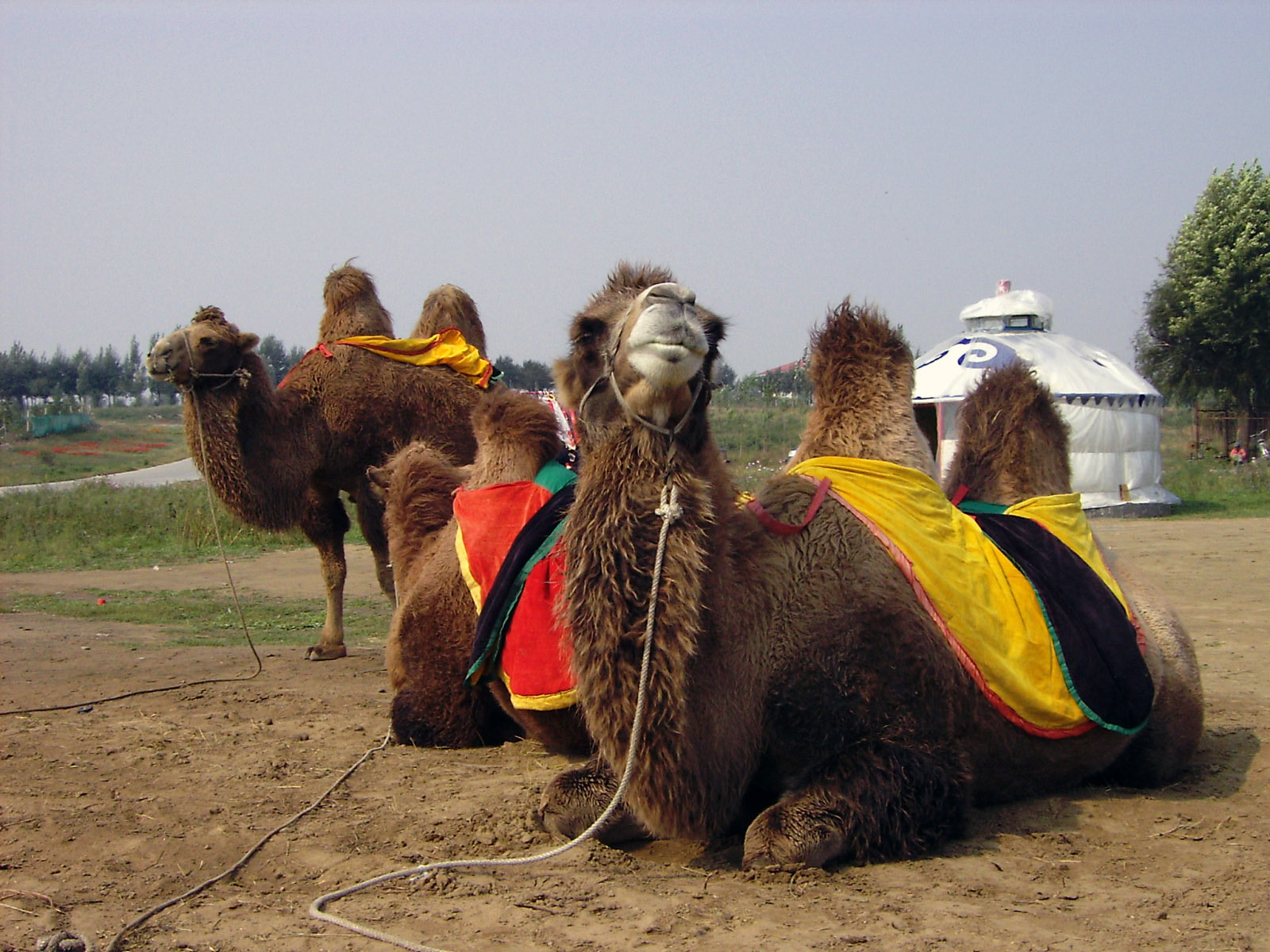
Верблюды в районе Цзююань

Баотоу является крупнейшим экономическим центром Внутренней Монголии (на него приходится около четверти ВВП автономного района).

### Промышленность
Основная часть промышленных предприятий сконцентрирована в Зоне развития экономики и технологий Баотоу Синшэн (Baotou Xingsheng Economic & Technological Development Zone). В районе Баян-Обо компания China Baowu Steel Group ведёт масштабную добычу железной руды, ниобия, редкоземельных металлов и флюорита. На Баотоу приходится 80 % запасов редкоземельных металлов Китая. В 2011 году в городе была основана биржа редкоземельной продукции (Baotou Rare Earth Products Exchange). В долине Хэтао компания PetroChina Huabei Oilfield добывает нефть. 
В Баотоу расположены металлургический комбинат Baotou Iron and Steel Group (сталь, трубы и рельсы), алюминиевый завод Baotou Aluminium (подразделение Aluminum Corporation of China), машиностроительный завод Inner Mongolia First Machinery Group (подразделение Norinco, выпускающее танки, бульдозеры и железнодорожные вагоны), завод тяжёлых грузовиков BeiBen Trucks Group (подразделение Norinco), химический комбинат Baotou Tomorrow Technology (производит гидроксид натрия, поливинилхлорид, фенол), завод поликремния Tongwei, завод кремниевых пластин Hongyuan New Materials.
В 20 км от центра Баотоу построено гигантское хвостохранилище Баоган (или Вэйкуан), куда сбрасываются отходы металлургического производства.

### Энергетика
Основной объём производства электроэнергии приходится на угольные теплоэлектростанции. Растёт доля ветряных и солнечных электростанций. Крупнейшей энергетической компанией округа является Inner Mongolia Huadian Baotou Power (подразделение China Huadian Corporation).

### Строительство и недвижимость
В Баотоу возводится много офисной, торговой и жилой недвижимости. Среди самых высоких зданий города — 27-этажный офисный и жилой комплекс Wanda Plaza, 24-этажный отель Shangri-La Baotou, 21-этажный отель Shenhua International и 14-этажный офис Bank of China.

### Туризм

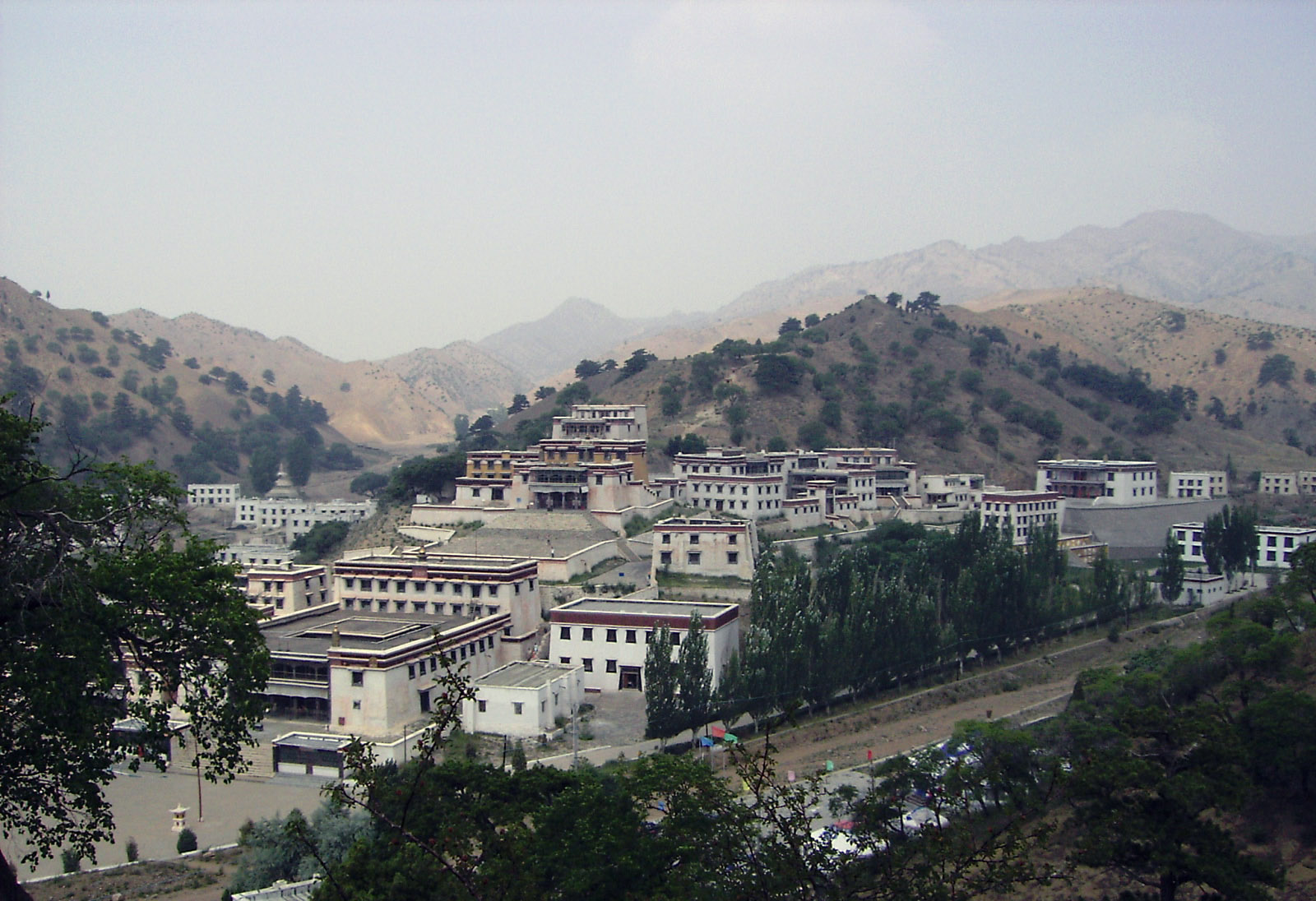
Монастырь Бадекар

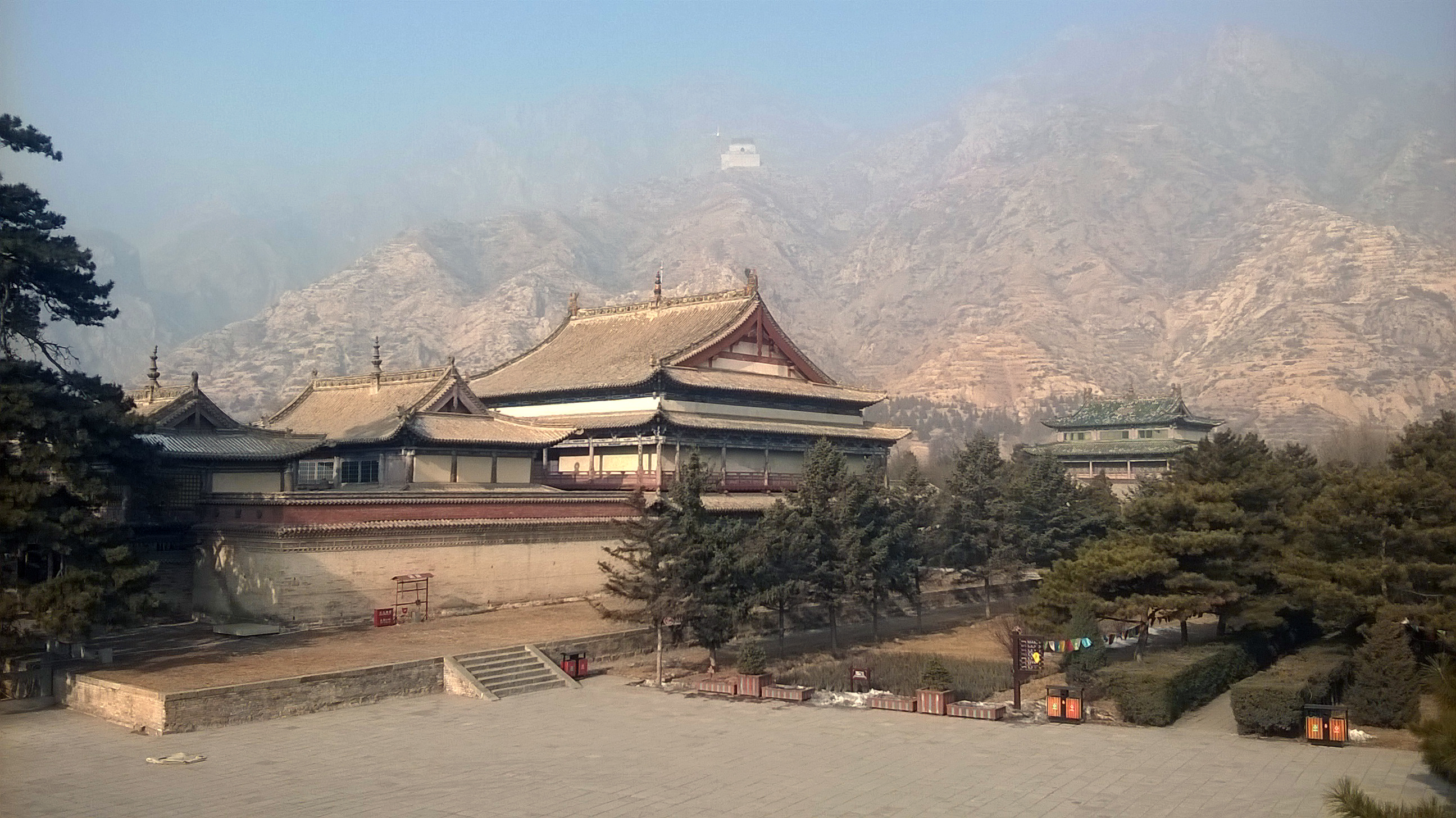
Монастырь Мэйдайчжао

В районе Шигуай расположен монастырь Бадекар (Удан или Гуанцзюэ) — один из крупнейших буддийских комплексов Внутренней Монголии. Он был построен в первой половине XVIII века с одобрения цинских властей, которые покровительствовали тибетским буддистам во Внутренней Монголии. При императорах Цяньлуне, Цзяцине и Даогуане монастырь пользовался большими привилегиями и был значительно расширен. В 1996 году Бадекар был признан охраняемым памятником КНР национального уровня, а в 2001 году территория вокруг монастыря была объявлена национальным парком.
В районе Тумэд-Юци расположен буддийский монастырь Мэйдайчжао, основанный в 1575 году монгольским правителем Алтан-ханом. В ранний период династии Цин монастырь был известен как Шоулин, а позднее вокруг него вырос город Фухуа. В XVII веке в монастыре осел тибетский «живой Будда» Майтрея Хутухту, после чего местные жители стали называть обитель «монастырём Майтреи» (Мэйдайчжао).
Во время Культурной революции монастырь был частично разрушен, а уцелевшие помещения использовались в качестве зернохранилища. В 1996 году Мэйдайчжао был включён в список культурных объектов Внутренней Монголии. Сегодня в состав комплекса, который сочетает в себе тибетский, монгольский и китайский стили, входят 680-метровая древняя стена высотой четыре метра, башня Тайхэ, залы Махавира и Люли, монастыри Найцион, Тайхоу (монастырь «вдовствующей императрицы»), Кайшэнь (монастырь «бога богатства») и Дайлай. В пагоде монастыря Тайхоу хранится прах правительницы тумэтов.
В районе Циншань находится экологический сад Чэнцзисихань (Сайхантала). Здесь на площади 5,5 км² обитают десятки видов животных и птиц. Ежегодно сад посещают около 2 млн человек.
В Баотоу расположено несколько престижных отелей мировых сетей, в том числе пятизвёздочные Shangri-La Baotou, Pullman Baotou и Baotou Marriott.

## Транспорт

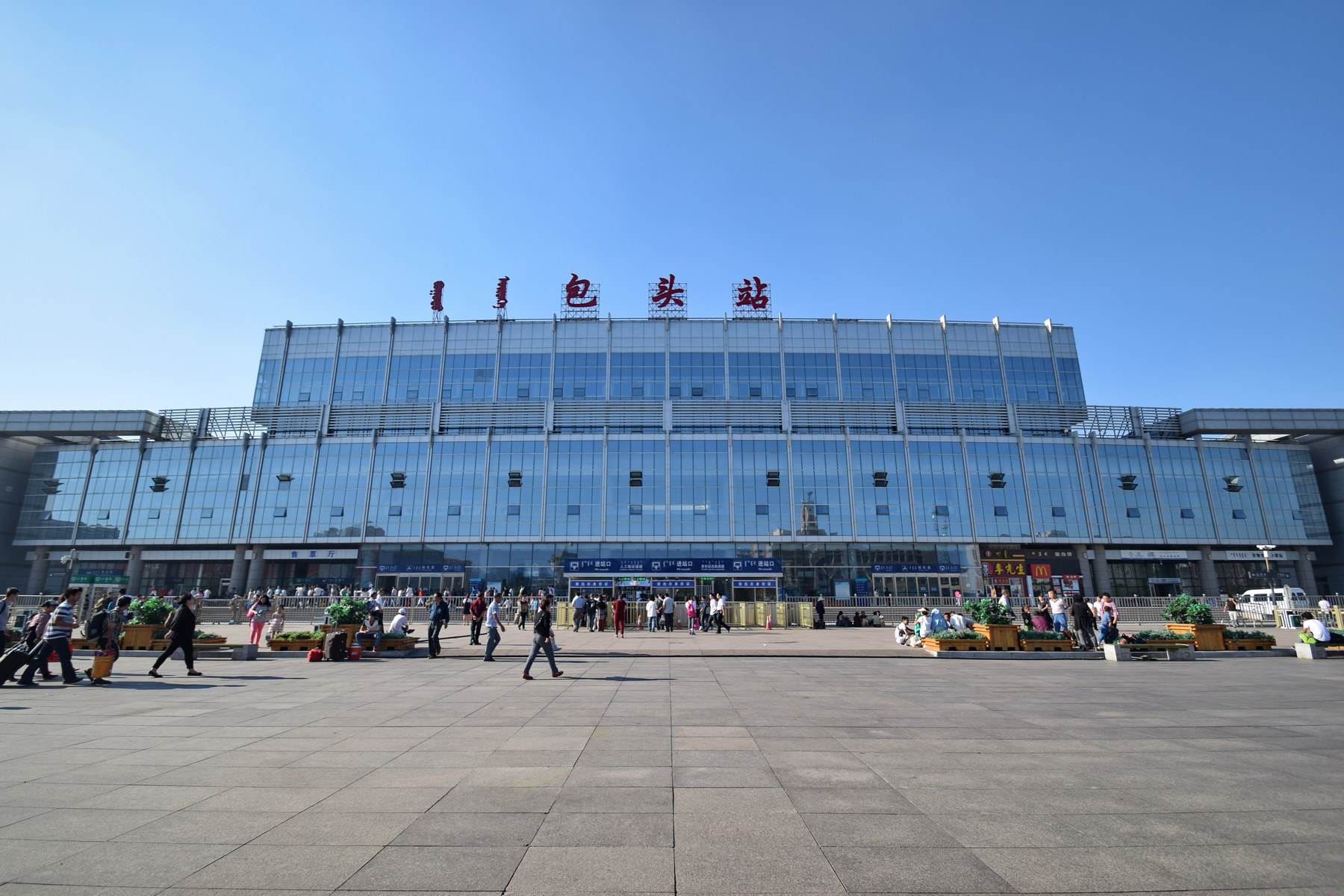
Железнодорожный вокзал Баотоу

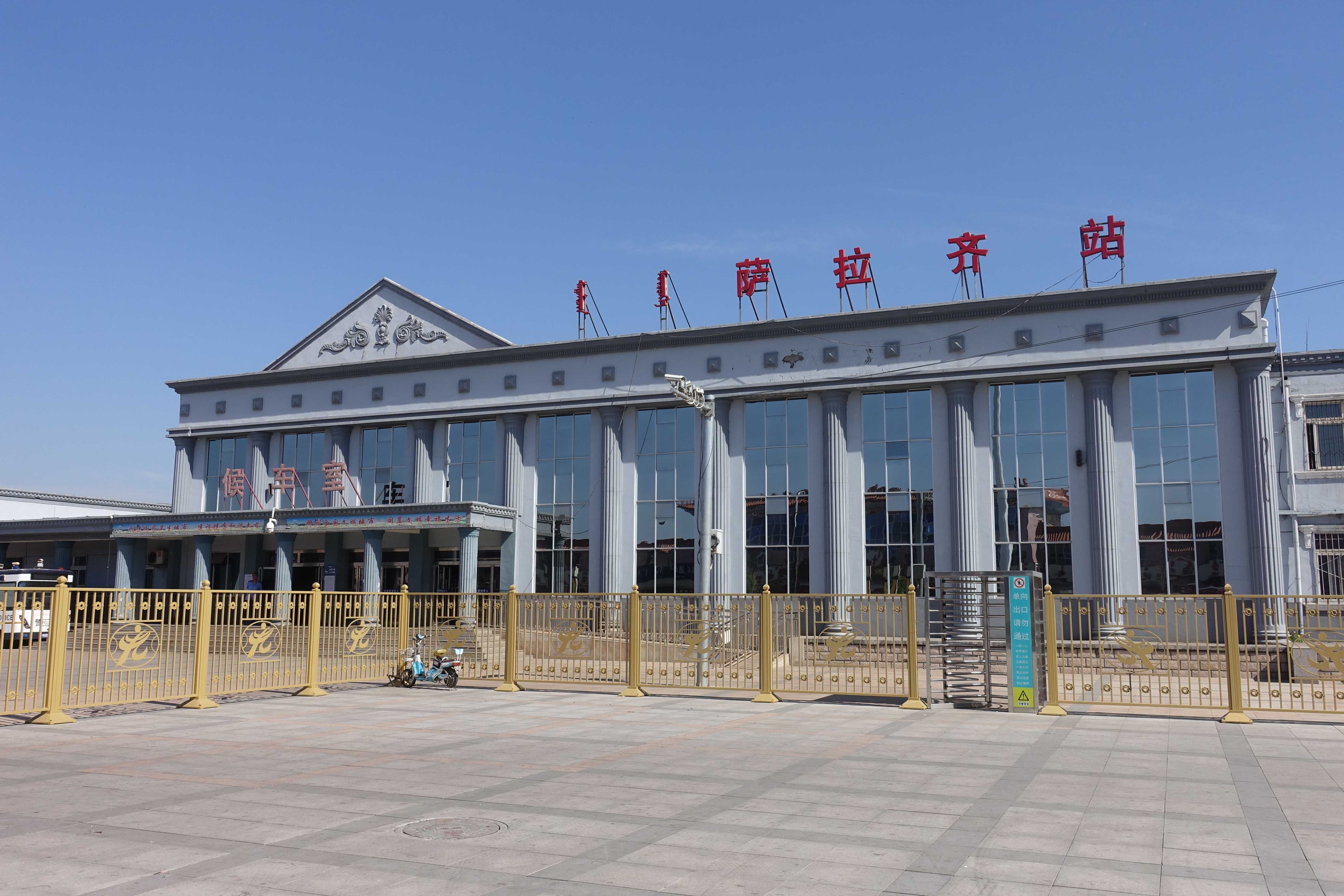
Станция Салаци в Тумэд-Юци

### Авиационный транспорт
Коммерческие авиаперевозки городского округа обслуживает аэропорт Баотоу Эрлибань (регулярные рейсы в Пекин, Шанхай и Гонконг).

### Железнодорожный транспорт
Через главный вокзал проходят скоростные железнодорожные линии Баотоу — Пекин и Баотоу — Иньчуань. Также город обслуживают линии «Цзинбао» (Баотоу — Пекин), «Баолань» (Баотоу — Ланьчжоу), «Баобай» (Баотоу — Баян-Обо), «Баошэнь» (Баотоу — Шэньму) и Баотоу — Сиань. Важное значение имеет перевозка железной руды из Монголии и угля из Шэньси на комбинат в Баотоу.
Баотоу связан железнодорожными контейнерными перевозками с портами Таншань и Тяньцзинь. Крупнейшим оператором железнодорожных перевозок является компания China Railway Hohhot Group — региональное подразделение группы China Railway.

### Метрополитен
С 2017 года ведётся строительство двух линий метрополитена.

### Автомобильный транспорт
Имеется скоростное шоссе Hubao Expressway, связывающее Баотоу с Хух-Хото, и национальное шоссе Годао 210 (Баотоу — Наньнин).

## Наука и образование
В Баотоу расположены:
- Научно-технологический университет Внутренней Монголии
- Медицинский колледж Баотоу
- Педагогический колледж Баотоу

## Спорт
Главной спортивной ареной города является стадион Олимпийского спортивного центра Баотоу на 39 тыс. мест.

## Галерея

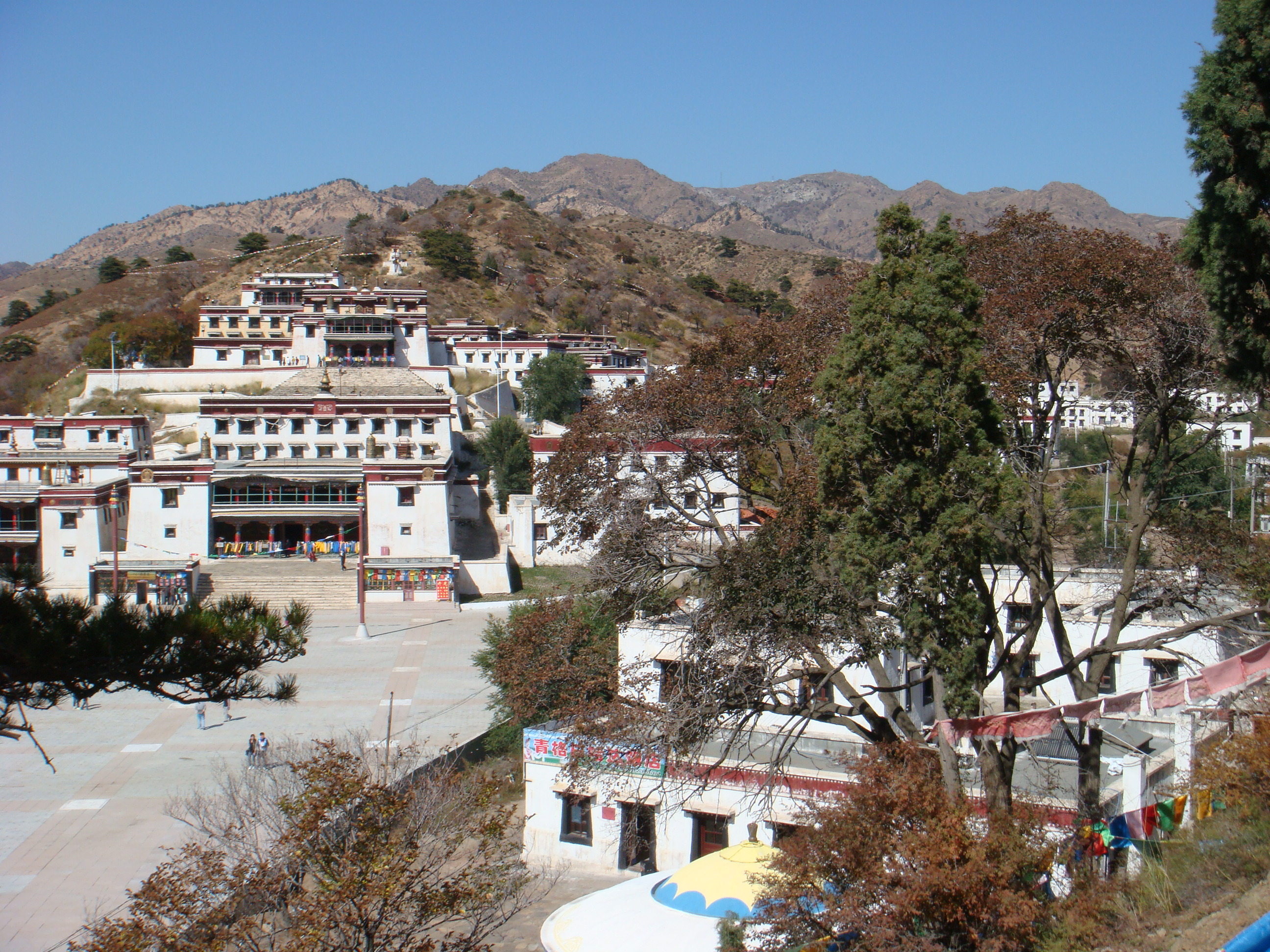
Монастырь Бадекар[англ.]
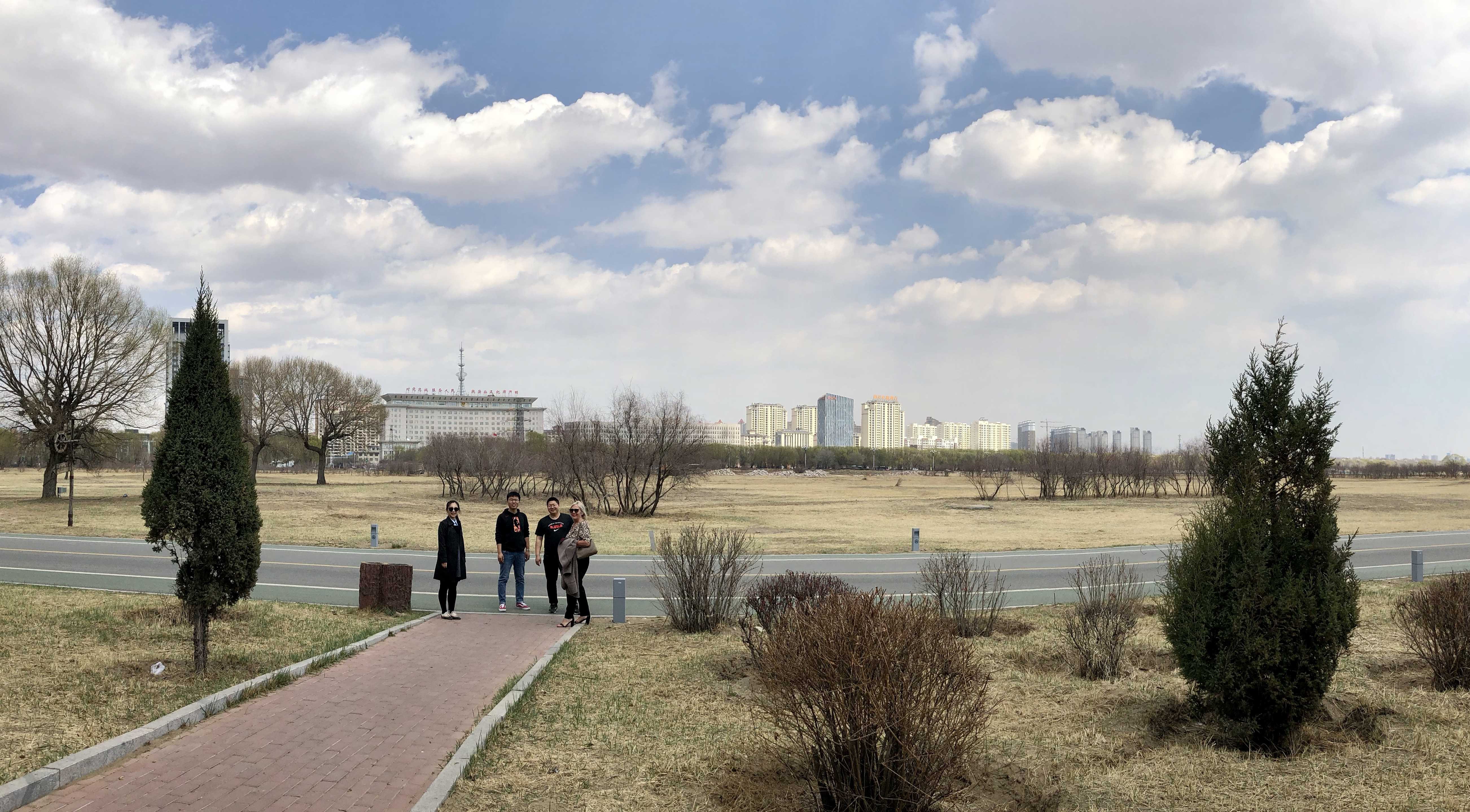
Парк лугов Сайханталах, центральный Баотоу, Внутренняя Монголия, Китай
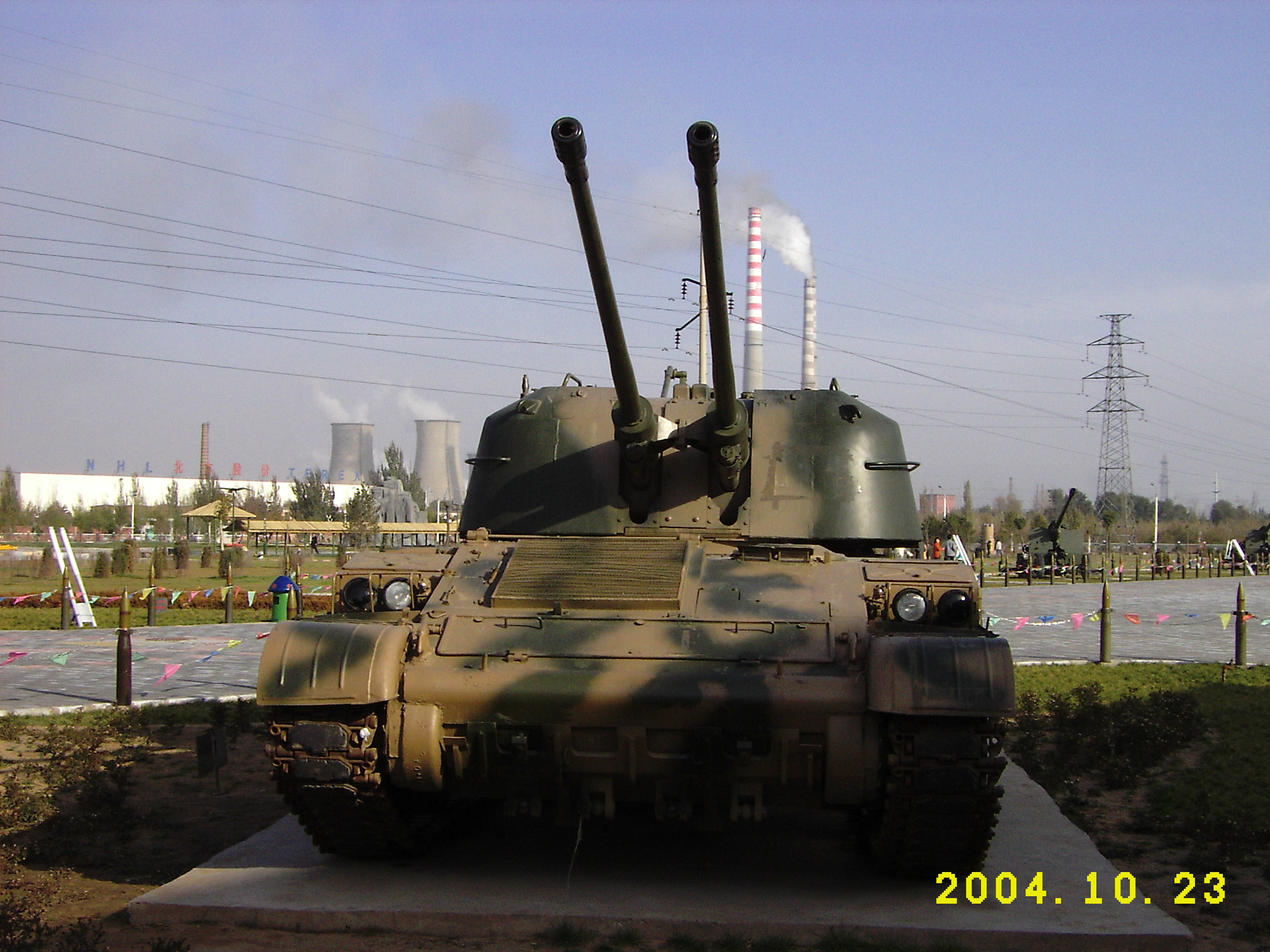
Северный оружейный парк
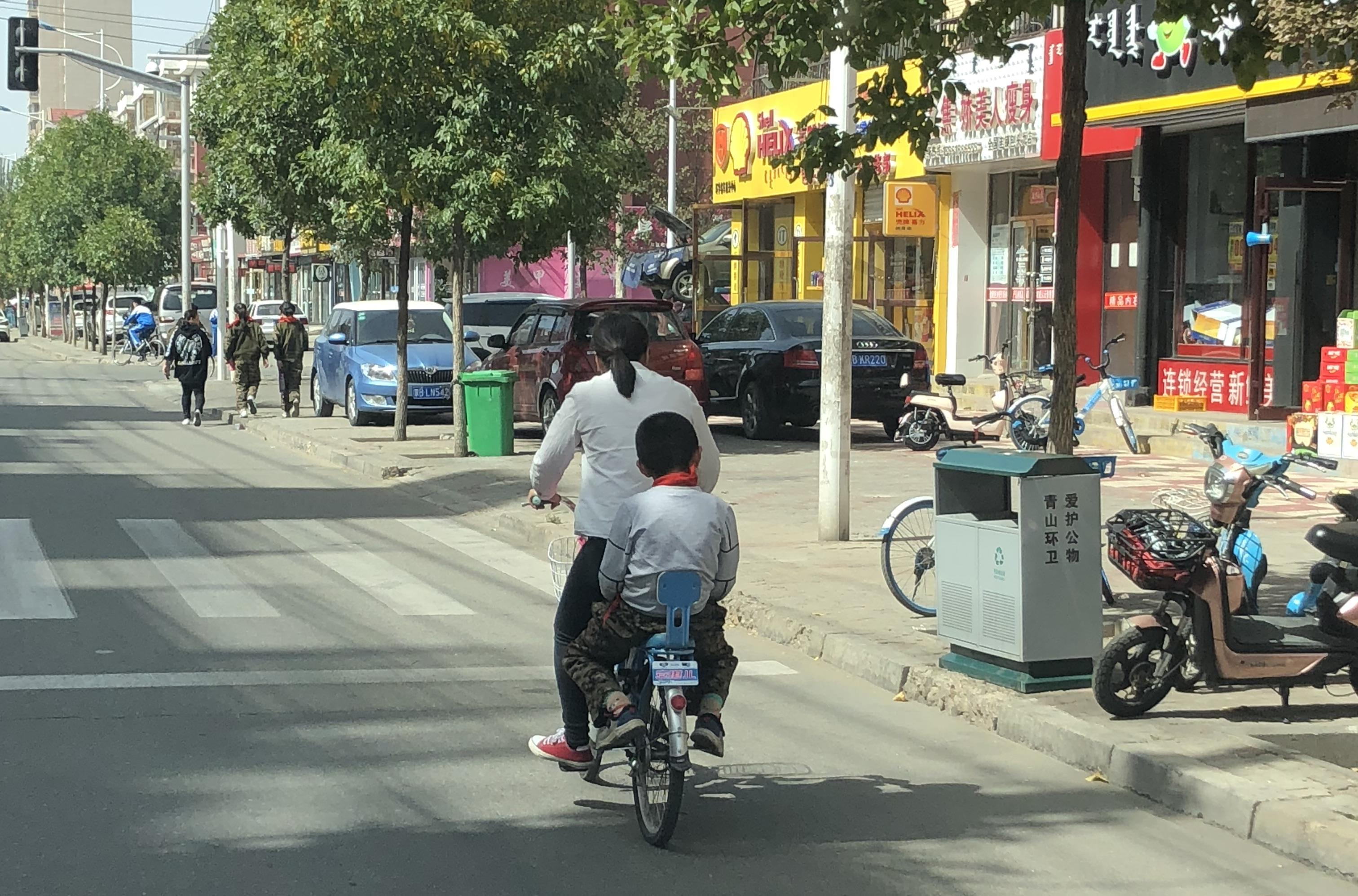
Поездка домой на обед, район восстановлен после землетрясения
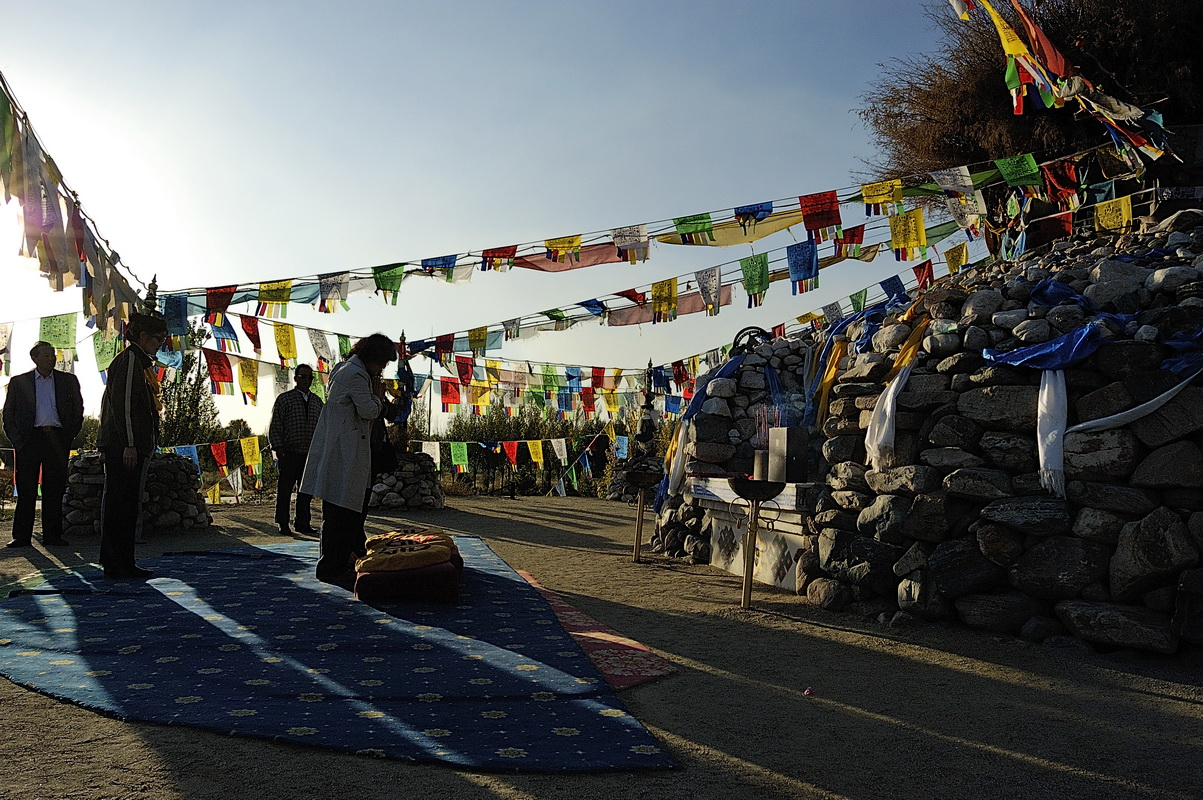
Храм Аобао
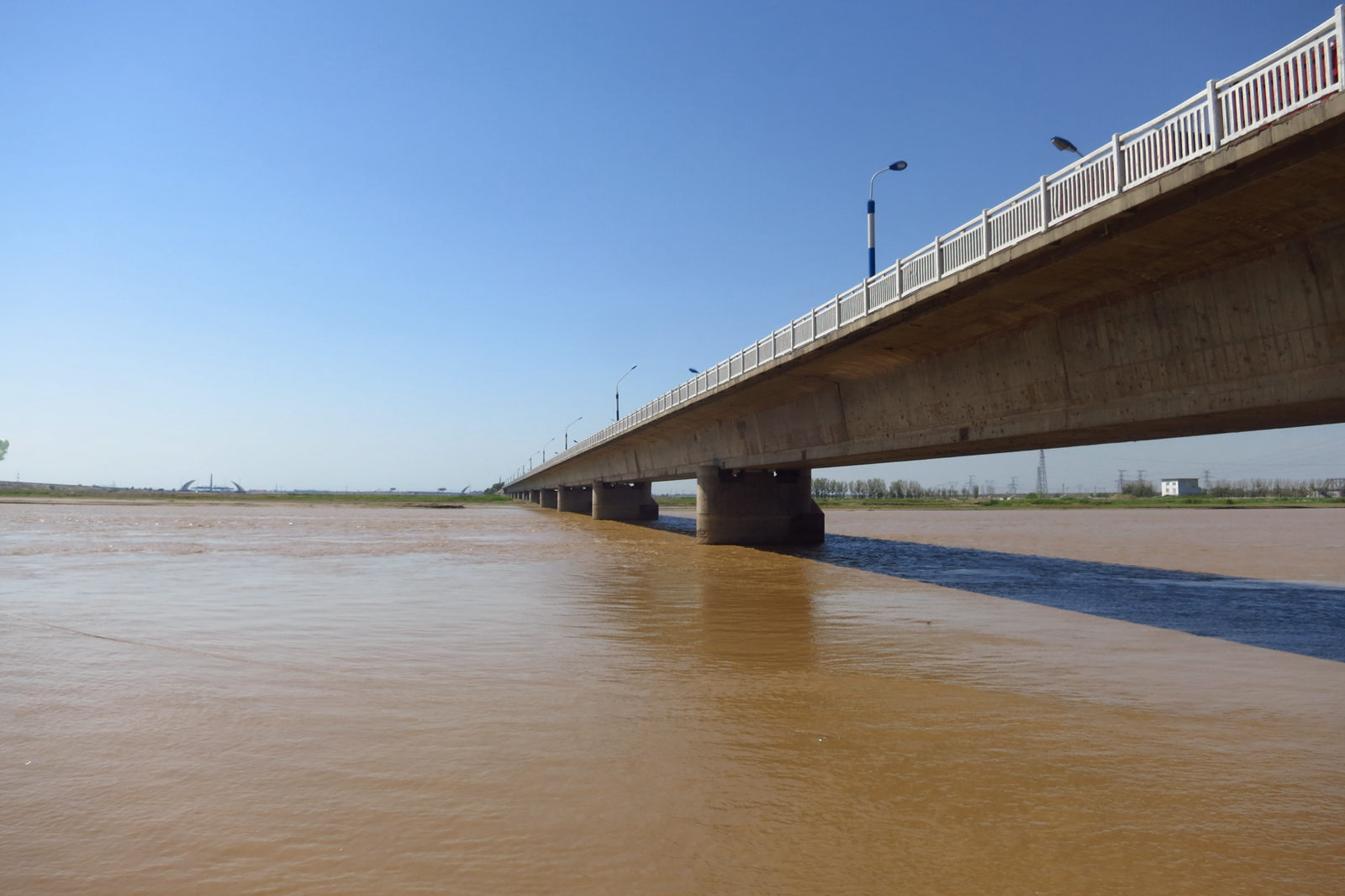
Мост через Хуанхэ
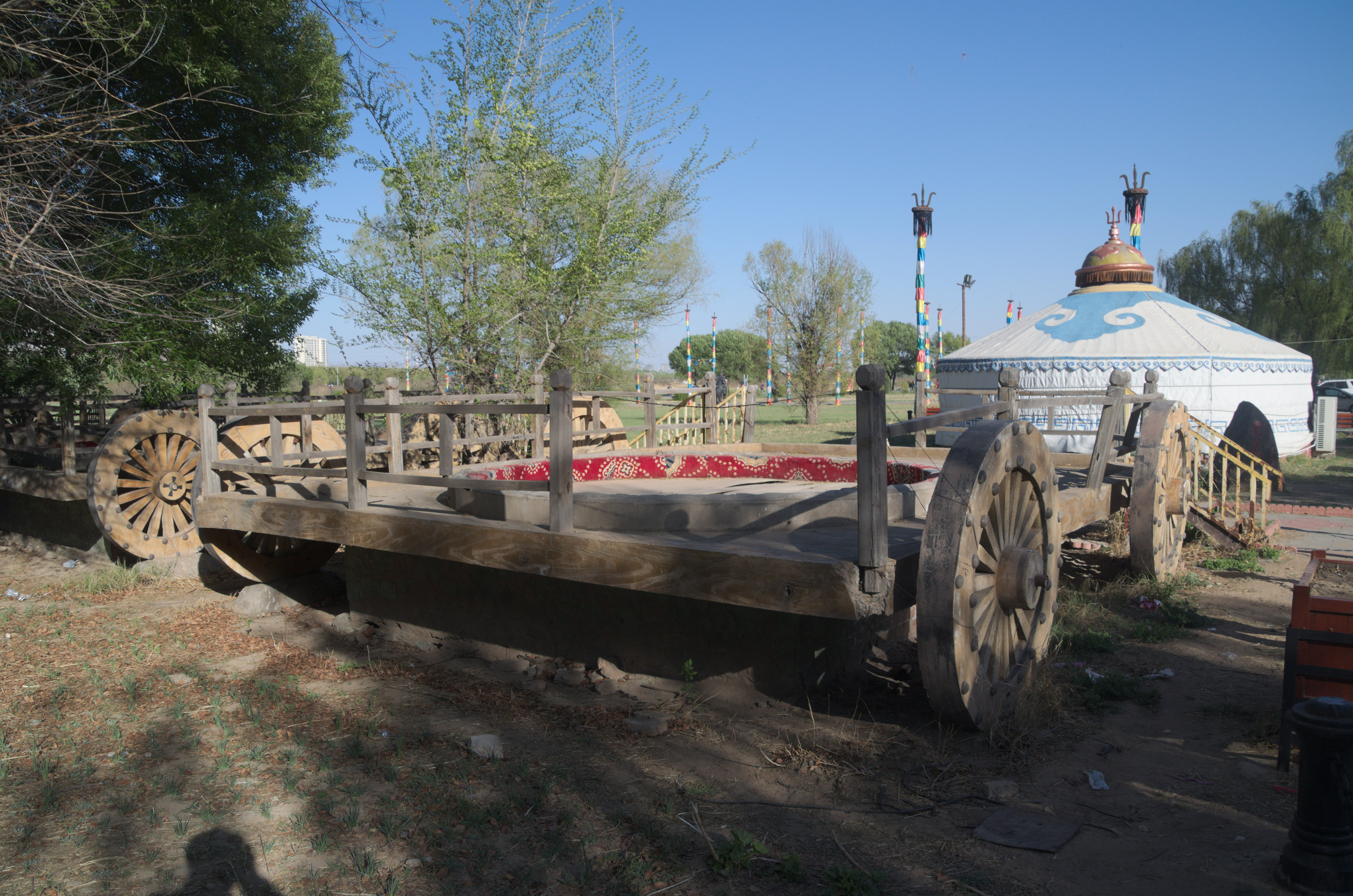
Колесница Баотоу и юрта
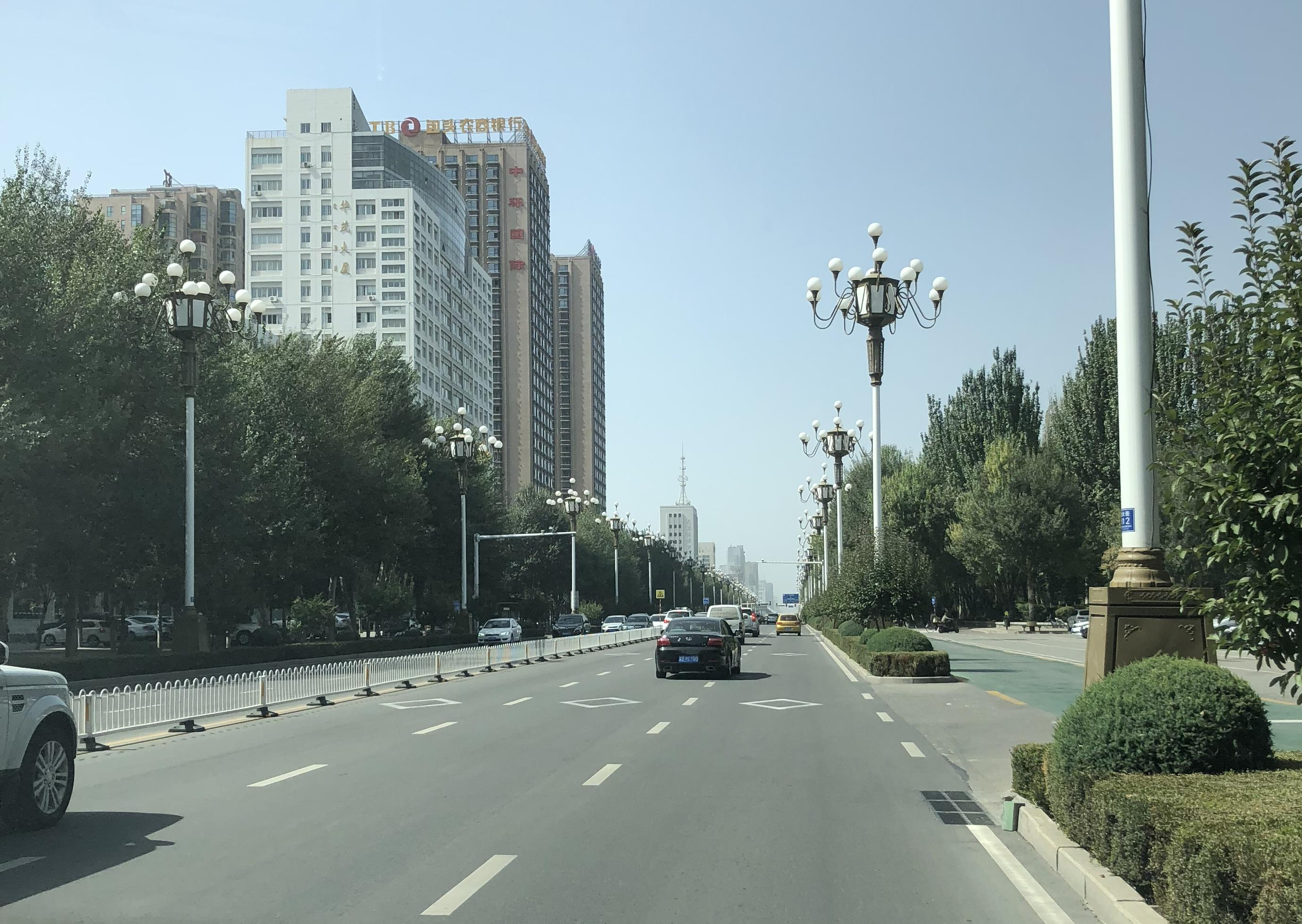
Главная дорога аэропорта, Баотоу
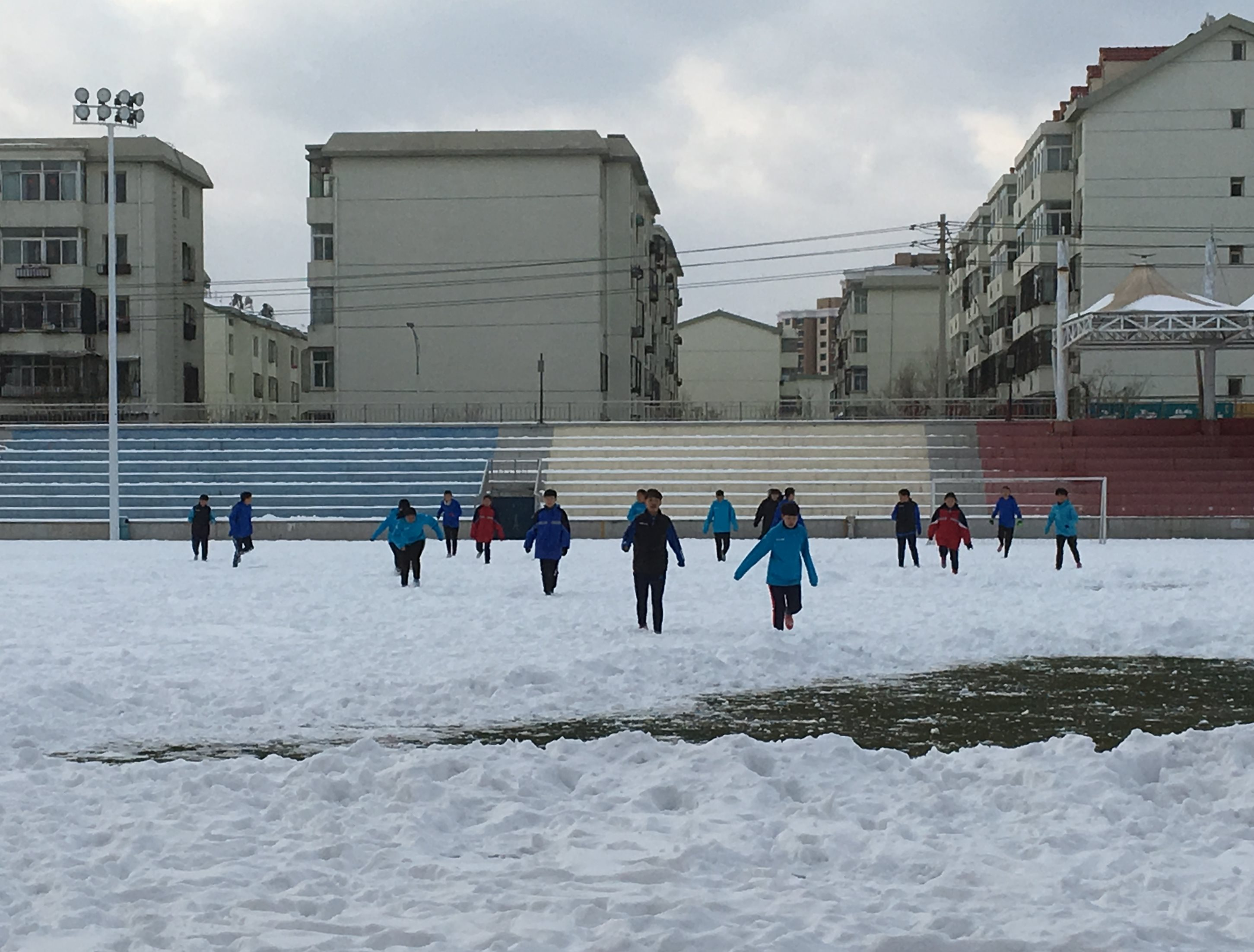
Учащиеся школы иностранных языков Баотоу играют в футбол на снегу